# 脆壳滑鸟蛤
脆壳滑鸟蛤（学名：Laevicardium lobulatum），是帘蛤目鸟尾蛤科滑鸟蛤属的一种。主要分布于中国大陆、台湾，常栖息在水深46米。